# Grootoorvos
De grootoorvos of lepelhond (Otocyon megalotis) is een Afrikaanse hondachtige. Beide namen slaan op de grote oren van het dier, waarmee hij ondergrondse geluiden kan opvangen en zo termieten en andere prooidieren kan opsporen. Ze behoren niet tot het geslacht Vulpes en zijn dus geen 'echte' vossen.

## Kenmerken
De grootoorvos is een kleine hondachtige met een ronde achterzijde. De schouders liggen lager dan de achterzijde. Hij heeft behalve grote oren ook lange poten en een dikke, ruige vacht. De ondervacht is okerkleurig. Op de bovenzijde is de vacht grijzig geel van kleur. De poten, aalstreep, staartpunt, oorpunten en snuit zijn zwart, evenals het donkere masker rond de ogen. Hij wordt 46 tot 66 centimeter lang en 3 tot 5,3 kilogram zwaar. De staart is 23 tot 34 centimeter lang, de oren tot 12 centimeter lang.

## Leefwijze
De grootoorvos is de enige voornamelijk insectivore hondachtige. Zijn belangrijkste prooidier zijn termieten, voornamelijk van het geslacht Hodotermes en mestkevers (Scarabidae), maar ook andere ongewervelden worden gegeten. Een enkele keer eet hij ook kleine gewervelde dieren, eieren en vruchten. Omdat zijn belangrijkste prooidieren zich vaak ophouden in gebieden waar veel hoefdieren leven, houdt de grootoorvos zich vaak op in de buurt van grote kudden hoefdieren, als zebra's, gnoes en kafferbuffels.
Ondergrondse prooidieren worden opgespoord met de grote oren, die horizontaal gehouden de zachtste geluiden kunnen opvangen. Grootoorvossen hebben scherpe klauwen aan de voorpoten en graven snel de prooi op. De dichte vacht beschermt tegen aanvallen van soldaattermieten. Ook het gebit is aangepast aan het dieet. Grootoorvossen hebben 46 tot 50 kleine scherpe tanden, het grootste aantal voor een placentaal zoogdier. De kaken kunnen zeer snel bewogen worden, waardoor hij snel kan kauwen en de termieten in een zeer korte tijd dood zijn.
De grote oren dienen ook als verkoeling door de bloedsdoorstroming.
Wetenschappers vermoeden dat grootoorvossen samenleven omdat hun prooidieren talrijk aanwezig zijn en daardoor er minder onderlinge concurrentie is. Ook is er samenwerking tijdens de jacht. Één vos graaft in de termietenheuvel tot deze instort, daarna voedt de hele groep zich met de vrijgekomen insecten.

## Voortplanting
Grootoorvossen leven meestal in familiegroepen van acht tot twaalf dieren. De kern van de groep is een paartje, dat voor het leven bij elkaar blijft. Een paar wordt meestal vergezeld door de jongen van de voorlaatste worp, die de ouders helpen met het opvoeden van jongen. Soms leeft er meer dan één volwassen vrouwtje in een groep, waardoor het kan voorkomen dat er meer dan één vrouwtje drachtig is binnen de groep. Na een draagtijd van ongeveer 60 dagen worden twee tot vijf blinde, hulpeloze jongen geboren in een zelfgegraven hol. Na vier maanden zijn de jongen volgroeid. De foerageergebieden van verscheidene familiegroepen kan overlappen.

## Verspreiding
De grootoorvos komt voor in twee van elkaar gescheiden populaties, één in Zuidwest-Afrika en één in Oost-Afrika. Ze leven in droge, open steppen en grasvlakten, voornamelijk in met acacia's begroeide savannen.

## Bedreiging
De grootoorvos ondervindt habitatverlies en habitatfragmentatie door landbouw en menselijke activiteit. Ook wordt er soms op gejaagd voor hun pels of omdat men ze ziet als roofdier van kleinvee. Ook de klimaatopwarming brengt meer risico's op droogte mee, wat insecten populaties doet slinken. Grootoorvossen populaties schommelen ook door hondsdolheid en Canine distemper.

## Ondersoorten
Er zijn drie ondersoorten:
- Otocyon megalotis megalotis - Zuid-Zambia, Botswana, Namibië, Zuid-Afrika
- Otocyon megalotis virgatus - Tanzania, Kenia
- Otocyon megalotis canescens - Ethiopië, Somalië